# Légion arménienne (Seconde Guerre mondiale)
La Légion arménienne (en allemand : Armenische Legion ; en arménien : Հայկական լեգիոն) est une unité militaire de l'armée allemande pendant la Seconde Guerre mondiale. Elle se compose principalement d'Arméniens soviétiques faits prisonniers par les nazis, formés par les SS et SD allemands et commandés par le général Drastamat Kanayan. 

## Histoire

### Création

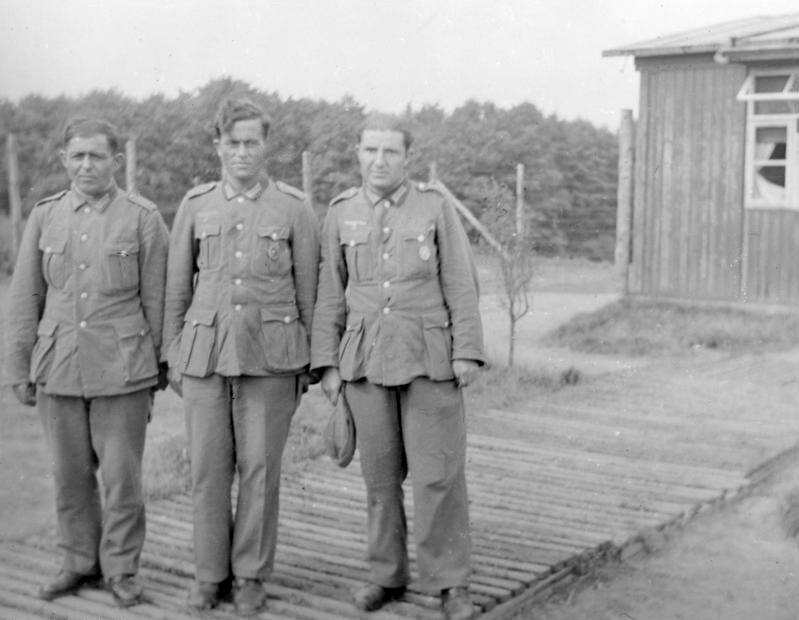
Soldats arméniens.

L'éphémère république démocratique d'Arménie, établie en 1918, fut conquise par les bolcheviks en 1920 et incorporée peu après à l'Union soviétique. Les membres du parti politique de la Fédération révolutionnaire arménienne n'accepteront jamais cette annexion car beaucoup d'entre eux furent emprisonnés, tués ou expulsés par les autorités soviétiques à la suite de l'annexion.
Durant la Seconde Guerre mondiale, certains vétérans exilés aux États-Unis, dont Drastamat Kanayan et Garéguine Njdeh, reviennent en Europe pour créer un corps d'armée à même d'attaquer les Soviétiques en s'alliant à l'Axe.

### Engagement
La légion participe à l'occupation de la péninsule de Crimée et du Caucase du Nord. Une unité comprenant une partie de la Légion arménienne, était le 4e bataillon du 918e régiment de grenadiers, 242e division d'infanterie, l'une des rares unités de la Légion à avoir reçu l'insigne allemand après le 18 mars 1944. Le bataillon a participé à la défense infructueuse de Toulon.

## Bataillons d'infanterie arménienne
En dehors du 812e bataillon, les Arméniens ont également servi dans un certain nombre d'unités, leur effectif total atteignait 33 000 selon Christopher Alisby. Parmi eux, 14 000 ont été affectés à des bataillons d'infanterie, tandis que 7 000 autres ont servi dans des unités de soutien logistique et d'autres unités non combattantes. Ailsby estime le nombre d'Arméniens dans « les légions et les bataillons de remplacement » à environ 11 600.
808e bataillon
Formé en juillet 1942 en Pologne, il est composé de 916 Arméniens et 41 Allemands. Il participe aux batailles dans la région de Touapsé. En octobre 1942, le bataillon est désarmé et reconverti dans la construction de routes.
809e bataillon « Zeytun »
Formé le 29 août 1942 en Pologne, il est composé de 913 Arméniens et 45 Allemands, il fait partie du 128e régiment de grenadiers, 48e division d'infanterie. Commandé par Hermann Becker. Il est dépêché pour combattre dans le Caucase le 18 novembre 1942. Il se joint au combat dans les régions de Naltchik, Mozdok, Kouban et participe à la bataille de la péninsule de Kertch. Plus tard, il sert aux Pays-Bas. Il rejoint la Belgique en octobre 1943.
Le bataillon est transféré en Normandie en août 1944, où il cesse d'exister à la suite de l'opération alliée Overlord, en raison de pertes importantes.
810e bataillon
Il est formé en 1942 en Pologne.
812e bataillon du génie
Formé le 1er février 1943 dans la ville de Puławy, en Pologne, il est engagé dans la ville polonaise de Radom. Le bataillon est déplacé le 10 mars 1943 aux Pays-Bas afin de renforcer la capacité de défense du mur de l'Atlantique. Le bataillon a son propre prêtre et a la possibilité de pratiquer des activités religieuses. En stricte conformité avec le calendrier arménien, le bataillon peut célébrer les fêtes chrétiennes et pratiquer des baptêmes.
813e bataillon
Formé en février 1943 en Pologne, il participe à la défense du mur de l'Atlantique.
814e bataillon
Il est formé en 1943 en Pologne.
815e bataillon
Il est formé en août 1943 en Pologne.
816e bataillon
Il est formé fin 1943 en Pologne.
Bataillon I / 125
Formé en février 1943 en Ukraine, il est transféré sur le front occidental pour défendre le sud de la France. Il est placé à 30 kilomètres au nord de la ville de Marseille, près de la ville d'Aix-en-Provence.
Bataillon I / 198
Formé en septembre 1942 en Ukraine, il est transféré sur le front occidental pour défendre le sud de la France. Le bataillon est placé au sud-ouest de Toulon.
Bataillon II / 9
Formé en septembre 1942 en Ukraine, il est transféré sur le front occidental pour défendre le sud de la France. Il est placé à Hyères.